# Ley General de la Comunicación Audiovisual (España)
La Ley 7/2010, de 31 de marzo, General de la Comunicación Audiovisual, es una ley española aprobada por el Congreso de los Diputados el 18 de marzo de 2010 partiendo del texto del proyecto de ley previamente aprobado por el Consejo de Ministros el día 23 de octubre de 2009, siendo Presidente del Gobierno José Luis Rodríguez Zapatero. Es la primera ley española que reúne todos los aspectos relacionados con los medios de comunicación en una misma norma.

## Críticas
La Vicepresidenta Primera, María Teresa Fernández de la Vega, dijo el 17 de junio de 2008, en su comparecencia en el Senado, que esta ley nacía del consenso de todos los actores con todos ellos. Sin embargo, organizaciones como la Red de Medios Comunitarios protestaron por el trato preferente que se dio a la Unión de Televisiones Comerciales Asociadas (UTECA); de hecho, los críticos de esta ley se refieren a ella como Ley UTECA